# Arbeiterklasse

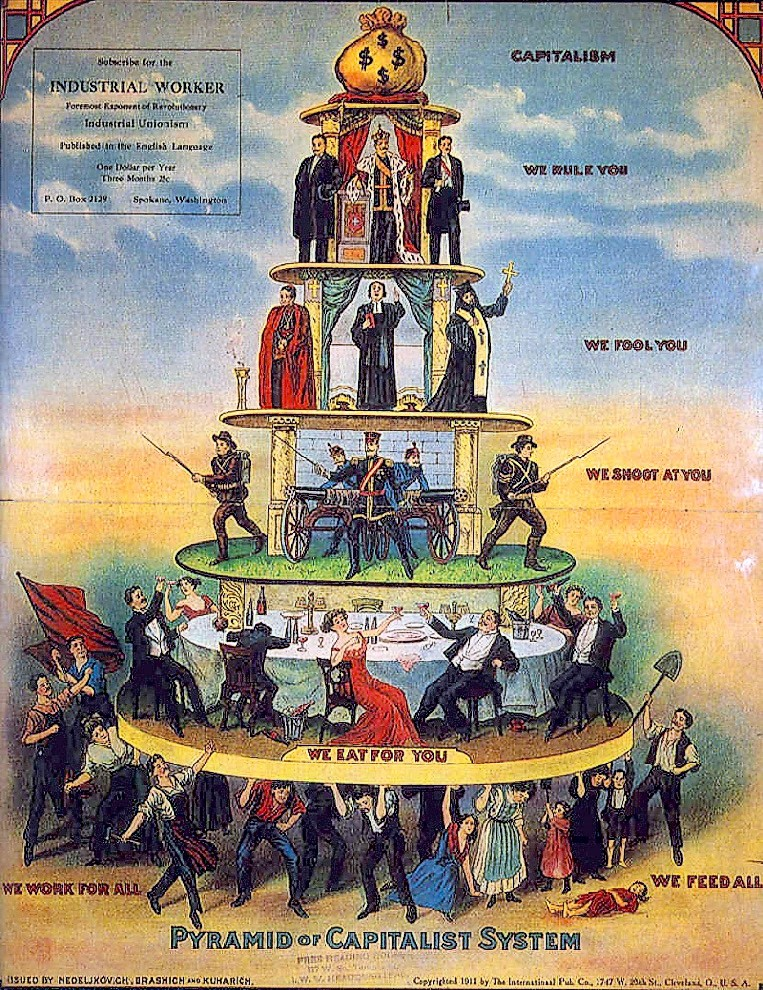
Kommunistische Vorstellung der Klassengesellschaft, die Zeichnung entstand auf Basis eines Flugblattes der „Union russischer Sozialisten“ 1900/01

Das Wort Arbeiterklasse bezeichnet im Marxismus die Soziale Klasse, die über keine Produktionsmittel verfügt und deshalb auf Lohnarbeit angewiesen ist. Der Begriff wird im Marxismus häufig synonym mit „Proletariat“ verwendet (Näheres hierzu bei Konkurrierende Begriffe zum Begriff „Proletariat“). Der Begriff geht auf die industrielle Revolution zurück, seine Definition ist aber heute umstritten. Die Angehörigen der Arbeiterklasse sind nicht automatisch mit Arbeitern im Sinne von überwiegend körperlich arbeitenden Beschäftigten gleichzusetzen.

## Definitionen
Einige Marxisten und Marxismusforscher fassen den Begriff jedoch weiter. Nach Hal Draper bildet das industrielle Proletariat den Kern der Arbeiterklasse, danach kommt das nicht-industrielle Proletariat, also die Lohnarbeiter im Bereich der Dienstleistungen und der Landwirtschaft. Lohnarbeiter, die nicht zum Proletariat gehören, sind nach Draper Lohnarbeiter in den Bereichen, wo kein Mehrwert im marxistischen Sinn geschaffen wird, etwa im staatlichen Bereich.
Schließlich zählt Draper auch noch Arbeiter zur Arbeiterklasse, die nicht Lohnarbeiter sind. Dies wären z. B. mithelfende Familienangehörige in der Landwirtschaft, kleine selbständige Handwerker, Bauern, kleine Selbständige wie Ladenbesitzer und ähnliche (also das traditionelle Kleinbürgertum).

## Die Arbeiterklasse heute
Während früher als „Arbeiterklasse“ hauptsächlich die Fabrikarbeiter verstanden wurden, ist die heutige Bedeutung des Begriffs umstritten. Der Anteil der Industriearbeiter an den Beschäftigten erreichte im Zuge der sogenannten zweiten Industriellen Revolution in den 1960er Jahren einen Höhepunkt und sinkt seitdem kontinuierlich. Die Zahl der Arbeiter in der deutschen Wirtschaft sank von fast 40 Prozent der Erwerbstätigen zu Beginn der 1990er Jahre auf etwa 25 Prozent im Jahr 2017. „Von einer Arbeiterklasse als politischem Subjekt kann schon lange keine Rede mehr sein“, schrieb Hans-Ulrich Jörges.

### Arbeiter und Arbeitnehmer
Nimmt man die in der amtlichen Statistik als Arbeitnehmer (die „Arbeiter“ und „Angestellte“ umfasst, auch die angestellten Manager) bezeichneten Personen als statistische Ersatzgröße für den Umfang der Arbeiterklasse, dann hat der Anteil der Arbeitnehmer (ein Begriff, der schon im 19. Jahrhundert als Gegenstück zu „Arbeitgeber“ geprägt wurde) an den Erwerbstätigen in einigen Industriestaaten im Zeitraum von 1980 bis 2008 insgesamt zugenommen. Während 1970 in der BRD noch 47 Prozent der Erwerbstätigen Arbeiter und Arbeiterinnen waren, hatte sich ihr Anteil bis 1996 fast auf ein Drittel reduziert (36 Prozent) und bis 2019 auf annähernd ein Fünftel mehr als halbiert (20,8 Prozent). Die Angestellten stellten 1970 knapp 30 Prozent der Erwerbstätigen dar, um die Jahrtausendwende die Hälfte und zwei Drittel im Jahre 2019. Die Erwerbstätigen sind die „Arbeitnehmer“ und die „Selbständigen und die mithelfenden Familienangehörigen“ (letzteres sind also nicht nur „Kapitalisten“). Allerdings ist diese Betrachtung umstritten, weil so auch hochbezahlte Angestellte als Arbeitnehmer zählen. Umgekehrt gibt es viele selbständige Geringverdiener.

### Informelle Arbeiterklasse
Die informelle Arbeiterklasse (englisch informal working class) ist ein vor allem von Mike Davis geprägter soziologischer Begriff für eine Klasse von über einer Milliarde vorwiegend junger urbaner Menschen, die in keiner Weise formell mit der Weltwirtschaft in Verbindung stehen und vorwiegend in Slums versuchen zu überleben. Nach Davis entspricht diese Klasse nicht mehr den gesellschaftstheoretischen Begriffen einer Klasse, so wie sie von Karl Marx, Max Weber oder der Modernisierungstheorie entwickelt wurden. Danach entwickelte sich diese Klasse seit den 1960er-Jahren weltweit, vor allem in der südlichen Hemisphäre. Im Unterschied zu bisherigen Vorstellungen etwa von einer Klasse des Lumpenproletariat oder den Vorstellungen eines „Slum der Hoffnung“ aus den 1920er- und 1930er-Jahren werden den Mitgliedern dieser Klasse kaum Chancen zugeschrieben, formelle Strukturen der Ökonomie zu erlangen.

## Der Begriff „Arbeiterklasse“ in der SBZ/DDR (1945–1990)
Der Begriff „Arbeiterklasse“ wurde in der Sowjetischen Besatzungszone (SBZ) ab 1945 und in der DDR von 1949 bis 1990 häufig verwendet. Er war Teil eines auf den Marxismus-Leninismus gegründeten Weltbildes, auf das die SED als Staatspartei der DDR ihren Daseinszweck und ihren Führungsanspruch stützte. Der Begriff beruht auf der Leninschen Klassendefinition: „Als Klassen bezeichnet man große Menschengruppen, die sich voneinander unterscheiden nach ihrem Platz in einem geschichtlich bestimmten System der gesellschaftlichen Produktion, nach ihrem (größtenteils in Gesetzen fixierten und formulierten) Verhältnis zu den Produktionsmitteln, nach ihrer Rolle in der gesellschaftlichen Organisation der Arbeit und folglich nach der Art der Erlangung und der Größe des Anteils am gesellschaftlichen Reichtum, über den sie verfügen.“
Danach besteht die Arbeiterklasse – das Proletariat – aus rechtlich freien Lohnarbeitern, die gleichzeitig frei sind von jedem Besitz an Produktionsmitteln (der sog. „doppelt freie Lohnarbeiter“). Sie sind, um existieren zu können, gezwungen, ihre Arbeitskraft dem Kapitalisten zu verkaufen. Die Arbeiterklasse ist das Produkt der kapitalistischen Produktionsweise. In der DDR wurde vor allem ihre Historische Mission hervorgehoben. Im Klassenkampf mit der Bourgeoisie würde die Arbeiterklasse die kapitalistische Ordnung überwinden. Diese Auffassung hatten Karl Marx und Friedrich Engels zu begründen versucht: Die Bourgeoisie habe „nicht nur die Waffen geschmiedet, die ihr den Tod bringen; sie hat auch die Männer gezeugt, die diese Waffen führen werden – die modernen Arbeiter, die Proletarier.“ Diese hätten „nichts zu verlieren als ihre Ketten. Sie haben eine Welt zu gewinnen.“ Die Geschichte hätte bewiesen, dass die Arbeiterklasse nur dort siegen und die politische Herrschaft erobern könne, wo sie über eine marxistisch-leninistische Partei verfüge und die sozialistische Ideologie die ganze Klasse erfasst habe.
Die SED regierte gesetzmäßig anführend und durchdrang umfassend die Organe aller drei Gewalten (Legislative, Exekutive und Judikative) mit SED-Nomenklaturkadern (Ein-Parteien-Herrschaft). Sie erhob den Anspruch, „Avantgarde der Arbeiterklasse“ zu sein und deren Interessen durchzusetzen. Sie verstand sich als die von allen gesellschaftlichen Kräften anzuerkennende politische Führung im Kampf für den Aufbau des Sozialismus bzw. Kommunismus und um den Frieden. Ebenso sah sie sich als fester und untrennbarer Bestandteil der kommunistischen Weltbewegung.
Die SED sah sich in enger Kampfgemeinschaft mit der KPdSU (kommunistische Partei der Sowjetunion) und sah sich an einer historischen Mission der Arbeiterklasse weltweit und im Speziellen gegenüber der Bundesrepublik Deutschland beteiligt.
In der sozialistischen Verfassung der DDR von 1968 (in der Fassung von 1974) war die führende Funktion der SED bereits in Artikel 1 beschrieben und festgelegt:

„Die Deutsche Demokratische Republik ist ein sozialistischer Staat der Arbeiter und Bauern. Sie ist die politische Organisation der Werktätigen in Stadt und Land unter der Führung der Arbeiterklasse und ihrer marxistisch-leninistischen Partei.“

## Siehe auch

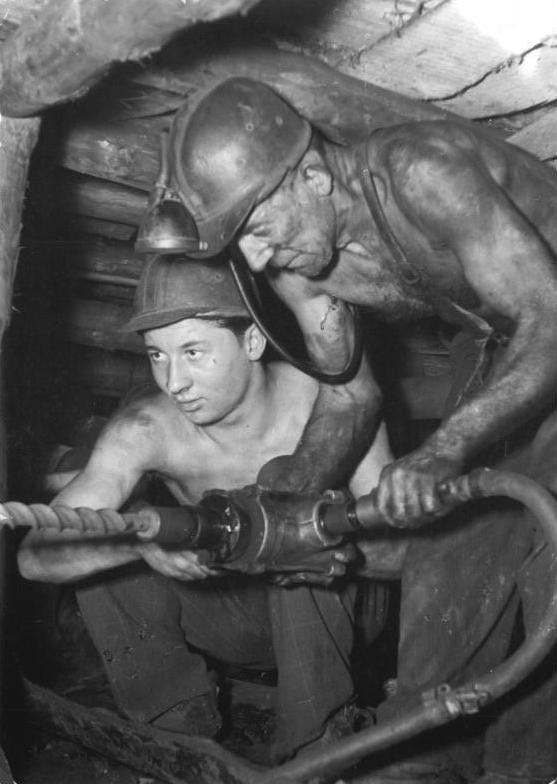
Bergarbeiter, 1952